# Вацко, Виктор Владимирович
Ви́ктор Влади́мирович Вацко́ (укр. Віктор Володимирович Вацко; род. 8 августа 1978, Львов) — украинский футбольный функционер, журналист, телекомментатор. С 10 августа 2010 года по 14 августа 2012 года работал на канале «Футбол». С 15 августа 2012 года по 22 июля 2013 года находился в должности вице-президента футбольного клуба «Карпаты». С 4 августа 2013 по 19 июля 2019 года работал комментатором на канале «Футбол». С 18 января 2016 по 27 февраля 2017 года — ведущий футбольной шоу-программы на «Радио Вести».

## Биография
Родился 8 августа 1978 года во Львове. Воспитанник львовской СДЮСШОР № 4, первым тренером был Юрий Васильевич Тенетко. Играл в чемпионате области за «Карпати» (Каменка-Бугская), «Гарай» (Жовква) и команду Сосновки. Из-за полученной травмы карьеру пришлось завершить. Окончил школу № 64 во Львове (ныне учебно-воспитательный комплекс-гимназия «Гроно»).
В 2000 году окончил факультет журналистики Львовского университета. Работал во львовских газетах «Суботня пошта», «Тиждень», «Экспресс».
Стал комментатором благодаря спортивному обозревателю «Нового канала» Александру Гливинскому, с которым был хорошо знаком. В 1999 году, когда Гливинский переехал в Киев и стал работать на радио, то несколько раз приглашал Вацко, который тогда учился на пятом курсе в университете, на эфир. Он и предложил попробовать комментировать футбольные матчи. Переезду в столицу поспособствовал продюсер спортивной редакции «УТ-1» Юрий Захарченко, который доверил микрофон 20-летнему парню без опыта работы на телевидении.
В 2002 году попал на канал «Интер» по приглашению Ирины Зинченко.
В 2006—2010 годах работал в компании «Поверхность» комментатором на телеканалах «Спорт-1», «Спорт-2» и «Спорт-3», где специализировался на чемпионате Германии.
Виктор Вацко комментировал матчи чемпионатов мира и Европы: он работал на чемпионате мира по футболу 2006, чемпионатах Европы по футболу 2000, 2008 и 2012.
С 11 июня по 11 июля 2010 года комментировал на ICTV матчи Чемпионата мира в Южной Африке. На эту должность он был выбран в ходе конкурса телекомментаторов, который проводился на сайте телеканала с февраля по май 2010 года. Победил он вместе со своими коллегами с «Поверхности» комментаторами Денисом Босянком и Дмитрием Джулаем.
После Чемпионата мира на ICTV Виктор Вацко комментировал ещё матчи 3-го квалификационного раунда Лиги Чемпионов «Динамо» (Киев) — «Гент» и «Гент» — «Динамо» (Киев).
10 августа 2010 года Виктор Вацко официально перешёл на телеканал «Футбол». Дебют комментатора на «Футболе» произошёл 13 августа во время матча чемпионата Украины между луганской «Зарёй» и мариупольским «Ильичёвцем». Как отметил сам Вацко, его переход на канал был инициативой телеканала «Футбол», а он просто принял предложение.
14 августа 2012 года стало известно, что Виктор Вацко уволился с должности спортивного комментатора телеканала «Футбол». 15 августа он был официально представлен как вице-президент футбольного клуба «Карпаты» (Львов). В «Карпатах» Вацко отвечал за селекционную, трансферную деятельность, а также за рекламу и имидж клуба.
Проработал на этой должности меньше года, и уже 22 июля 2013 года Виктор Вацко сообщил в своём микроблоге в «Twitter» о том, что покинул «Карпаты».
4 августа 2013 года генеральный директор каналов «Футбол» и «Футбол+» Александр Денисов в эфире программы «Великий футбол» представил Виктора Вацко как старого-нового комментатора канала.
С 18 января 2016 Виктор Вацко ведёт футбольную шоу-программу «Дубль W» на «Радио Вести». «Новый год подарит новый проект и новый опыт — радиоведущего. Надеюсь, что у нас всё получится», — написал Вацко в своём Instagram.
27 февраля 2017 года уходит из программы. В этом же году начинает вести авторскую программу на YouTube — «Вацко light».
В 2018 году провёл 1 игру в любительском чемпионате Украины за вышгородский «Диназ»

## Награды
- 2010 год — Телетриумф в номинации «Спортивный комментатор».
- 2012 год — заслуженный журналист Украины (указ Президента Украины «О награждении государственными наградами Украины» от 05.07.12 № 435/2012)[9].
- 2012 год — Телетриумф в номинации «Спортивный комментатор».
- 2013 год — Телетриумф в номинации «Спортивный комментатор».
- 2015 год — Телетриумф в номинации «Спортивный комментатор».
- 2016 год — Телетриумф в номинации «Спортивный комментатор».